# Kostel svatého Jakuba (Mnichovo Hradiště)
Děkanský kostel svatého Jakuba (Většího) apoštola v Mnichově Hradišti je sakrální stavbou stojící asi 100 metrů od náměstí T.G.Masaryka. Zaujímá dominantní polohu nad údolím Nedbalky. Je chráněn jako kulturní památka České republiky.

## Historie
Barokní kostel sv. Jakuba stojí na původním místě gotického kostela, který byl vystavěn společně se založením města. Dnešní kostel dala postavit hraběnka Marie Markéta Valdštejnová, rozená Černínová z Chudenic, v letech 1726-1727, což uvádí chronogram na jeho hlavním portálu. Stavitel kostel znám není, ale bývá připisován valdštejnskému staviteli M. Raimondimu. Stylově je podobný kostelům v Bosni a v Loukovci.
Duchovní správci kostela jsou uvedeni na stránce: Římskokatolická farnost – děkanství Mnichovo Hradiště.

## Architektura

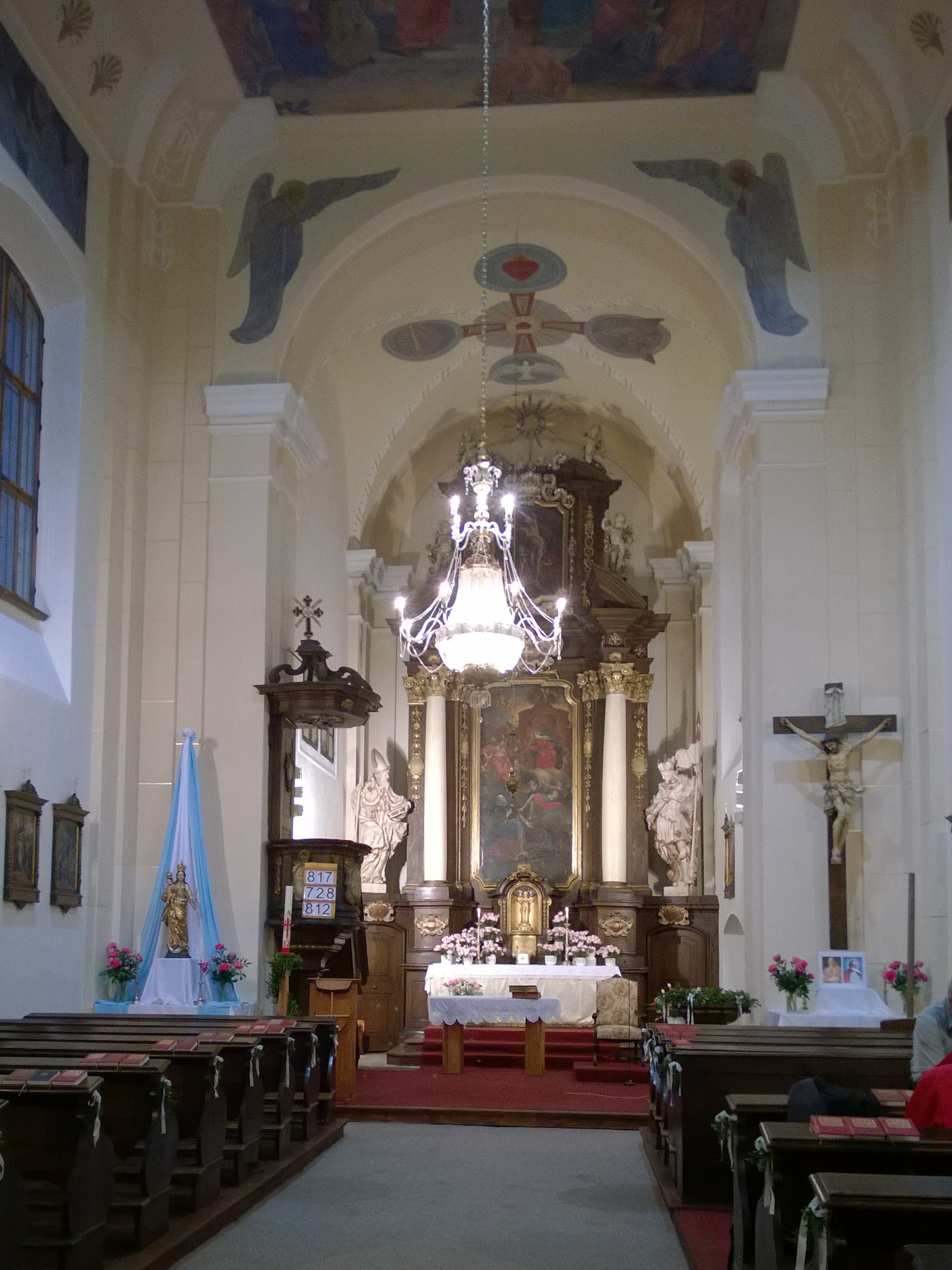
Interiér kostela

Kostel je obdélný, jednolodní se západní věží s cibulovou střechou a pravoúhlým presbytářem, vedle něhož se na severní straně nalézá sakristie. Kostel je na vnějších stěnách členěn pilastry a lizénovým rámci. Také vnitřní stěny mají pilastry. Presbytář má křížovou klenbu, sakristie má valenou klenbu s lunetami. V lodi kostela je valená klenba, jejíž vrchol byl však ubourán a nahrazen dřevěným stropem.

## Vybavení
Vnitřní vybavení kostela je zčásti barokní (hlavní oltář a kazatelna) a zčásti rokokové (postranní oltář).
Hlavní oltář pochází od truhlářského mistra J. Flehera. Je doplněn oltářním obrazem sv. Jakuba od malíře Jana Jiřího Hertla z Turnova. Po stranách hlavního oltáře se nacházejí sochy sv. Václava a sv. Vojtěcha z roku 1727, jejichž autorem je kosmonoský sochař Josef Jiří Jelínek. Dva rokokové boční oltáře z roku 1764 jsou baldachýnové. Obraz Panny Marie malovaný na plechu z roku 1735 pochází o J.J. Hertla. Kazatelna pochází z roku 1736 a křtitelnice z roku 1776.

### Zvony

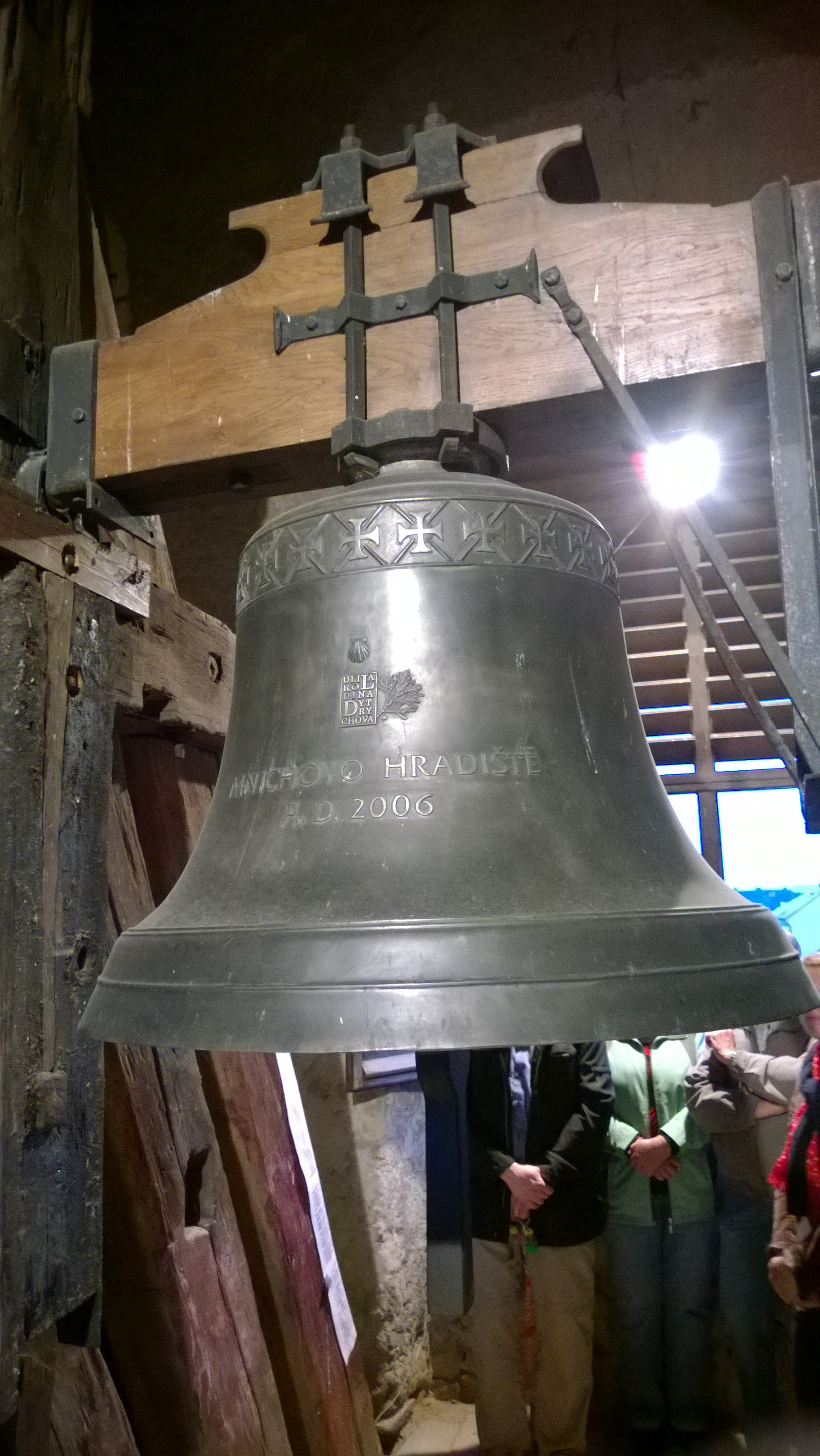
Zvon sv. Jakub z roku 2006

Seznam zvonů doložených ve zvonici a sanktusníku kostela:
| Název zvonu | Výzdoba                                                                    | Nápis | Průměr  | Hmotnost | Historie zvonu                                                                                                | Stav                                |
| ----------- | -------------------------------------------------------------------------- | --- | ------- | -------- | --- | ----------------------------------- |
| sv. Jakub   | reliéf mušle (atribut sv. Jakuba), větvička (znak zvonařství), pás z křížů | SVATÝ JAKUBE ORODUJ ZA NÁS/ MNICHOVO HRADIŠTĚ A.D. 2006/ ULILA RODINA DYTRYCHOVA | 94,3 cm |          | Odlila Rodina Dytrychova, Brodek u Přerova v roce 2006                                                        | Umístěny ve věži                    |
| Ježíš Maria | reliéf Ježíše Krista                                                       | DOMINE, MANE NOBISCUM | 79 cm   |          | Odlit ve Vídni v roce 1995                                                                                    | Umístěny ve věži                    |
| sv. Václav  | reliéf sv. Václava                                                         | SVATÝ VÁCLAVE, PROS ZA NÁS BOHA/ MNICHOVO HRADIŠTĚ/ L.P. 1998/ ULIL MANOUŠEK PRAHA ZBRASLAV | 62 cm   |          | Odlit zvonařstvím Manoušek, Zbraslav v roce 1998                                                              | Umístěny ve věži                    |
|             | reliéf P. Marie                                                            | Anno domini millecimo Qvincentecimo decimo oktavo en ego campana nvnqvam pronvnccio vana ignem vel festvm (?) avt funus honestvm Qvi me fecit magister bartholomeus nomen habet in Civitate prage veni sancte spiritus reple tvorum corda fideliv | 112 cm  |          | Zvon pražského zvonaře Bartoloměje z roku 1518                                                                | Zrekvírovány za první světové války |
| Umíráček    | reliéf sv. Barbory                                                         | |         |          | Z roku 1740                                                                                                   | Zrekvírovány za první světové války |
| sv. Ludvík  |                                                                            | Sv. Ludvík / Mrtvé oplakávám |         |          | Umíráček. Odlil Richard Herold v Chomutově v roce 1923. Jméno nesl po dárci, berním řediteli Ludvíku Mrázkovi | Zrekvírovány v roce 1942            |
| sv. Jakub   | reliéf sv. Jakuba                                                          | Byly jsme (3 nové zvony: sv. Jakub, P. Maria a sv. Václav), ulity za děkana Ant. Holečka r. 1929 / Sv. Jakub ap. oroduj za nás! |         | 729 kg   | Ulila firma Bouřil a Rys, Hradec Králové v roce 1929                                                          | Zrekvírovány v roce 1942            |
| P. Maria    | reliéf P. Marie                                                            | Matičko boží ochraňuj svůj lid! |         | 298 kg   | Ulila firma Bouřil a Rys, Hradec Králové v roce 1929                                                          | Zrekvírovány v roce 1942            |
| sv. Václav  | reliéf sv. Václava                                                         | Na památku millenia sv. Václava 1929 |         | 422 kg   | Ulila firma Bouřil a Rys, Hradec Králové v roce 1929                                                          | Zrekvírovány v roce 1942            |
|             | valdštejnský erb, zkřížené listy                                           | Krystian hrabě z Waldšteinu a geho choť Marya rozená hraběnka z Thunu pod duchownj zpráwau Františka Nigrina děkana a vikáře k rozmnoženj sláwy Božj přeljt mne dali 1832                                                                         | 98 cm   |          | Zvon přelitý za Kristána z Valdštejna v roce 1832                                                             | Neznámý                             |
|             | krucifix, lví hlava                                                        | Gegossen von Carl Wilhelm Paul in Leippa | 76 cm   |          | Zvon roku 1881 přelit ze staršího z roku 1579 od Petra z Mladé Boleslavi                                      | Neznámý                             |
|             |                                                                            | Sv. Jakube oroduj za nás - z obětin katolíků byl jsem ulit r. 1922 za děkana Holečka |         | 300 kg   | Odlil Václav Červený, Hradec Králové v roce 1922                                                              | Neznámý                             |

## Okolí kostela
Okolo kostela se nachází zrušený hřbitov, z něhož se však zachovalo několik náhrobků. U kostelní zdi se nachází empírový figurální náhrobek Alžběty Kollerové zhotovený z bílého mramoru v roce 1818. Nechal jej pro svou matku, která zemřela v roce 1810, vytvořit František Arnošt Koller, rakouský vojevůdce z období napoleonských válek. Autorem náhrobku je vídeňský mistr Rudolf Schadow. Dále je zde náhrobek Františky z Ehrentalu (Ehrenbergu) a hrobka Vincence Valdštejna od J. Hájka z Bakova, který je zhotovil v letech 1788 a 1797. Z majetku městského muzea bude v roce 2015 do prostoru u kostela umístěn náhrobek Kateřiny Leibnicové z roku 1594, který se původně nacházel v zaniklém kostele Panny Marie, a náhrobek šlechtičny Meluziny Křinecké z Ronova a na Dymokurech, který pochází ze zaniklého kostela ve Studénce. Ze starého hřbitova zůstaly zachovány pomníčky padlých vojáků z prusko-rakouské války v roce 1866.
Nedaleko kostela stojí barokní farní budova z roku 1701, která byla postavena za účasti M. Raimondiho, od něhož pocházejí i štukatury.